# Chiesa di Santa Maria Immacolata (Sarone)
La chiesa di Santa Maria Immacolata è la parrocchiale di Sarone, in provincia di Pordenone e diocesi di Vittorio Veneto; fa parte della forania Sacilese.

## Storia
È noto che anticamente a Sarone sorgeva una pieve, che era matrice di Fiaschetti e di Fratta.
Nel XVIII secolo la chiesa venne riedificata e consacrata nel 1765 dal vescovo Lorenzo da Ponte.
Nel 1864 cominciarono i lavori di costruzione della chiesa attuale, che fu consacrata nel 1929 dal vescovo Eugenio Beccegato.

## Interno
All'interno della parrocchiale sono conservati un settecentesco altare ligneo, opera dei Ghirlanduzzi e una pala, anch'essa risalente al XVIII secolo, raffigurante San Antonio in estasi, dipinta da Eugenio Moretti Larese.